# Streichmusik Alder
Die noch heute bestehende Original Appenzeller Streichmusik Alder aus Urnäsch im Kanton Appenzell Ausserrhoden wurde im Jahr 1884 von den Brüdern Ulrich und Johannes Alder, animiert durch das Vorbild ihrer musizierfreudigen Müller, sowie deren Schwager Johann Jakob Keller gegründet. 
Die Brüder Alder riefen eine Musikrichtung ins Leben, die heute im Appenzellerland weitverbreitet ist und teils auch im Toggenburg gespielt wird.  Die typischen Instrumente einer Streichmusik sind das Hackbrett, die Geige, das Cello und die Bassgeige. Oft gesellen sich heute noch Akkordeon und Klavier dazu. 
Zur Formation gehören/gehörten Ueli Alder († 2014), Kontrabass; Hansueli Alder, Geige; Jakob Freund, Hackbrett; Hansjürg Freund, Akkordeon und Hansueli Wälte, Jodel. Erstmals gab es durch diese Gründung in Ausserrhoden eine Streichmusik nach Innerrhoder Muster.
Die Alder genossen bald überregionale Anerkennung. In der zweiten Generation folgten erste Auslandauftritte und Schallplattenaufnahmen. Seit den 1930er Jahren wurden sie zum Inbegriff "echter" Appenzeller Streichmusik. Der spezielle "Alder-Klang" gilt als Qualitätszeichen.
Das Repertoire besteht aus über 450 Eigenkompositionen. Charakteristisch sind die bäuerlichen Wurzeln, bildete doch im Unterschied zu den andern Appenzeller Musikgruppen die Landwirtschaft bei einem Grossteil der Musiker den Haupterwerb.
Die Streichmusik Alder trat international auf und hatte viele Auftritte an Musikfestivals wie dem Jazz Festival Montreux, dem Musik Festival in Atlanta, dem OpenAir St. Gallen oder dem Gurtenfestival.
2003 erhielten sie den Prix Walo in der Sparte Volksmusik.
Im Rahmen der Fernsehsendung «Die grössten Schweizer Hits» wagte die Formation 2007 zusammen mit dem Rapper Bligg ein Projekt: Der Titel Volksmusigg – ursprünglich nur in Rapversion – wurde überarbeitet und zusammen mit Bligg aufgeführt. Das Projekt war so erfolgreich, dass der Titel zwischen November 2007 und April 2008 in den Schweizer Charts bis in die Top 10 gelangte.
Aus der Alder-Dynastie gibt es noch weitere Formationen: z. B. «Alder-Buebe» und Jungformation «Alder». Diese beiden Formationen werden oft mit der «Original Streichmusik Alder» verwechselt.